# Левченко, Ксения Алексеевна
Ксения Алексеевна Левченко (род. 29 марта 1996, Тында, Амурская область) — российская баскетболистка, играет на позиции разыгрывающего защитника. Выступает за баскетбольный клуб УГМК.

## Достижения
Командный достижения
- 2012 — бронзовый призёр чемпионата Европы среди девушек до 16 лет
- 2012 — чемпионка первенства ДЮБЛ среди девушек («Спарта энд К»)
- 2013 — чемпионка первенства ДЮБЛ среди девушек («Спарта энд К»)
- 2013 — победитель молодёжного чемпионата России («Спарта энд К-2»)
- 2014 — победитель чемпионата Европы среди девушек до 18 лет
- 2015 — чемпионка первенства России среди молодёжных команд Премьер-лиги
- 2015 — серебряный призёр чемпионата мира среди девушек до 19 лет
- 2017 — победитель Евролиги и серебряный призёр чемпионата России
- 2022 — чемпионка Премьер-лиги

Персональные достижения
- 2015 — Лучший разыгрывающий молодёжного чемпионата России
- 2022 — Лучший разыгрывающий Премьер-лиги
- 2022 — Самый ценный игрок «Финала четырёх» Кубка России[3]

9

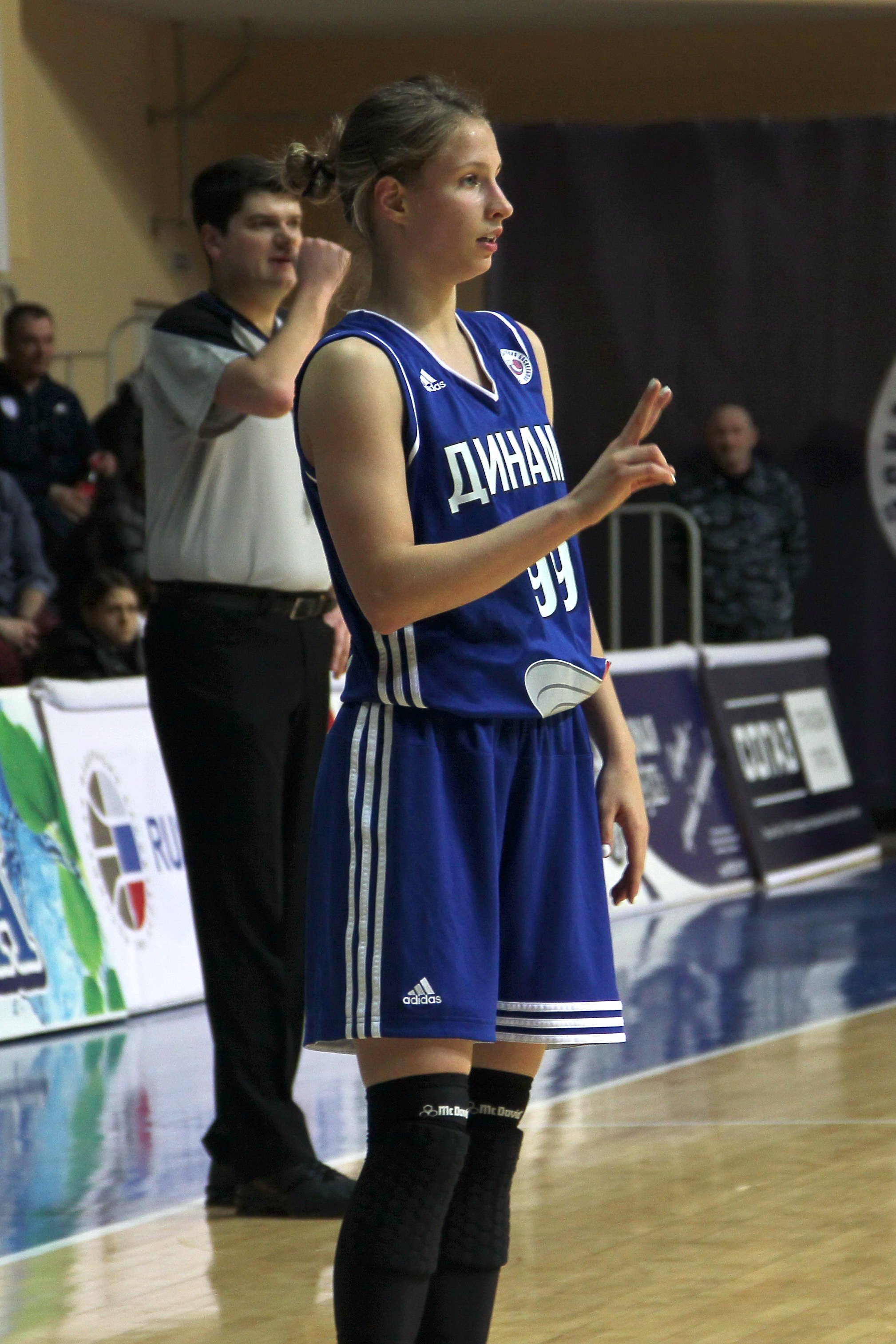
В составе Динамо (Курск) (2016)
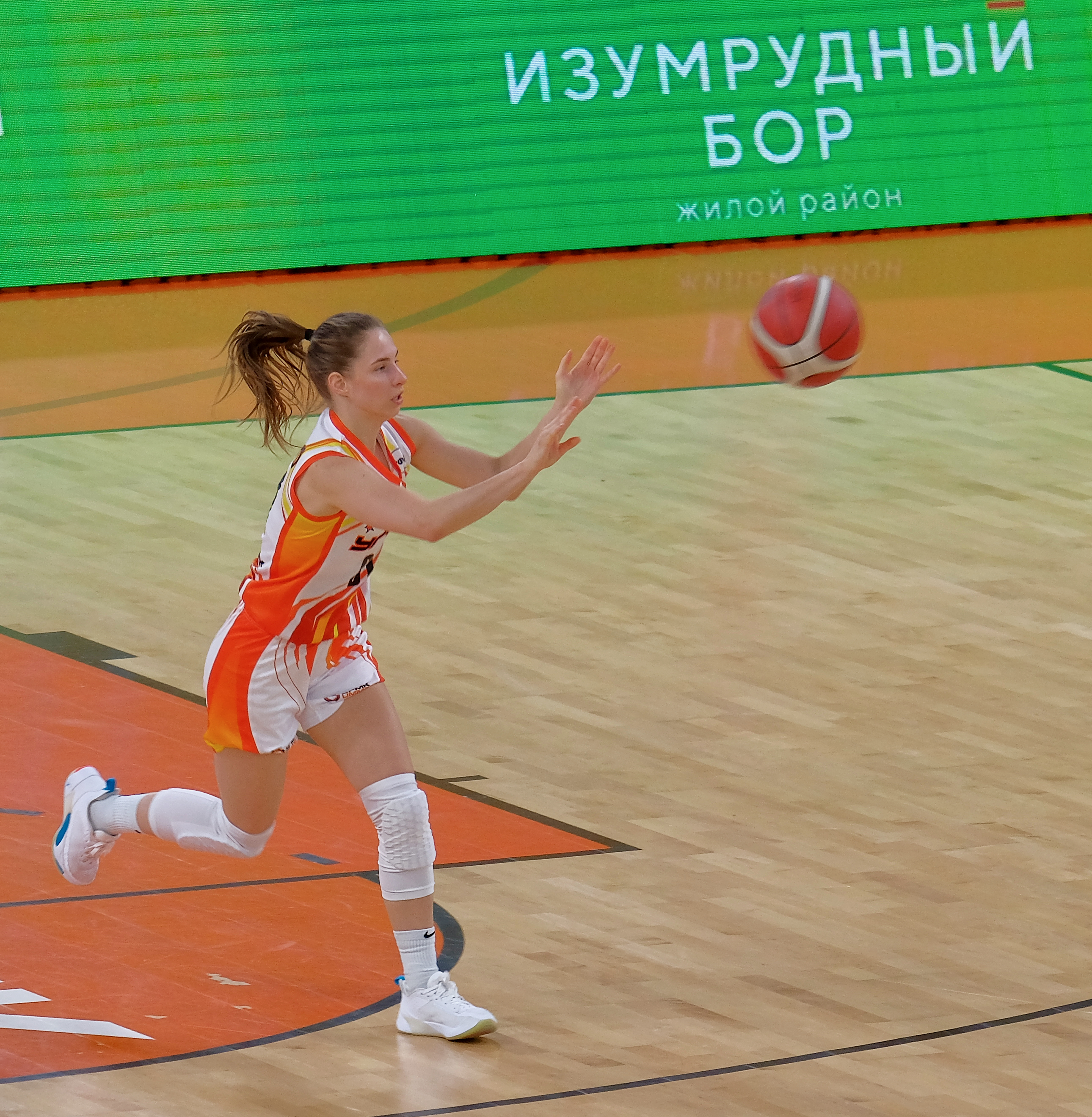
В составе УГМК (2024)
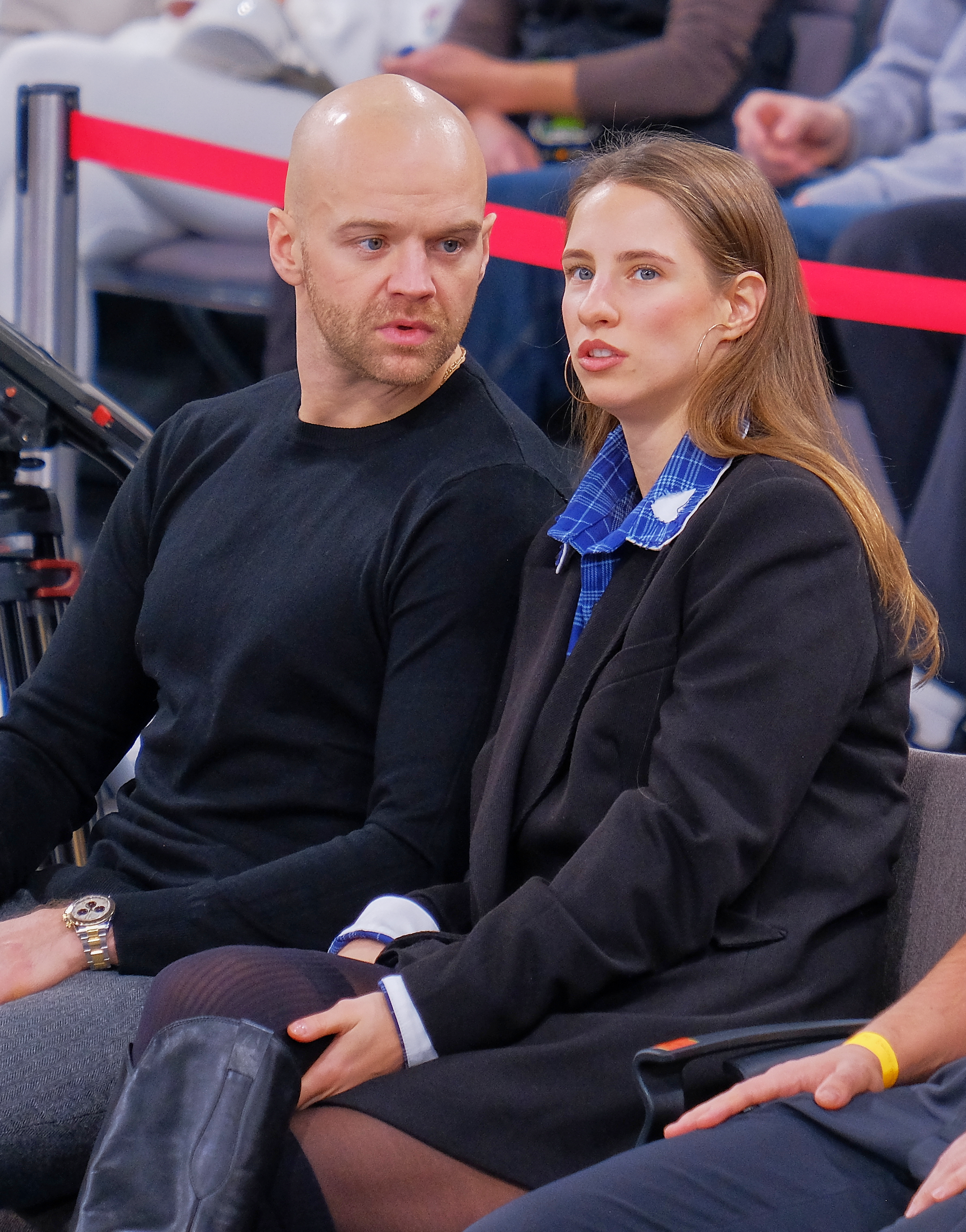
Со Стефаном Да Костой (2024)